# Ana Cano Díaz
Ana Cano Díaz (Pulpí, Almería, 19 de octubre de 1965-Huércal-Overa, Almería, 9 de octubre de 2024) fue una política española. Diputada por el Partido Socialista Obrero Español en el Congreso de los Diputados en representación de la circunscripción de Almería (2008-2011).

## Biografía
Ana Cano nació en la localidad almeriense de Pulpí en 1965. Hija de Francisco Cano Romera, tratante de ganado, y Julia Díaz Masegosa, ama de casa. El matrimonio tuvo seis hijos, siendo Ana la cuarta. Sus abuelos maternos emigraron a Cataluña, durante la posguerra, dejando a su madre a cargo de una tía. Su padre, de ideología de derechas, nunca ejerció ninguna actividad política, si bien contribuyó a que Ana creciera en un ambiente conservador.
A los catorce años, animada por su hermano mayor, asistió a los mítines de partidos de izquierda, que se presentaron a las primeras elecciones democráticas (1977). Concluidos sus estudios primarios, rechazó una beca para ir a estudiar a Almería, y trabajó durante quince años en unos almacenes de fruta, compaginando este trabajo con el de dependienta y cuidadora de personas mayores y niños. A la vez, fue autodidacta, y consiguió acceder a la Universidad de Almería, donde realizó un grado de formación profesional, el de auxiliar de infancia.
Su entrada activa en la política se produjo en junio de 1999 a través de la candidatura socialista para las elecciones municipales. El PSOE, al que ella se había afiliado, venció en esas elecciones y Ana fue nombrada concejala de asuntos sociales (1999-2011). Posteriormente pasó a la oposición, siendo la portavoz socialista en el ayuntamiento (2011-2015).
Bajo la presidencia de la Diputación de Almería de Juan Carlos Usero fue diputada provincial de Bienestar Social (2007-2008), interviniendo en la puesta en marcha de la Ley de Dependencia. Tras las elecciones generales (2008) fue diputada durante una legislatura (2008-2011) en sustitución de Consuelo Rumí, que había sido nombrada Secretaria de Estado de Inmigración. Seguidamente, regresó a Almería, donde fue la portavoz socialista en el Ayuntamiento de Almería (2011-2015). En 2015 abandonó la política activa, ejerciendo como militante de base.
En el Partido Socialista Obrero Español de Andalucía (PSOE-A) ocupó diversos puestos (1999-2011): Secretaria de Organización de la Agrupación Local de Pulpí; Secretaria de Igualdad; vocal y Secretaria Provincial de la Ejecutiva Provincial del Partido.
Fue miembro de la Asociación de Lucha contra el Cáncer, la Asociación de Mujeres La Calica y a la Asociación de Amigos del Alzheimer.
Ana falleció en el hospital de La Inmaculada, en Huércal-Overa, a los 58 años.